# Summer’s Stellar Gaze
Summer’s Stellar Gaze — первый релиз (EP) канадской пост-хардкор группы Silverstein, вышедший 27 августа 2000 года. Также это первый и последний релиз, где участвует гитарист Ричард МакОултер, который через год переехал в Британскую Колумбию, чтобы изучать инженерное дело. Этот EP группа распространяла сама, было выпущено всего 400 копий. Существует 2 вида EP, а именно в slim cd jawel case и в конверте.

## Об EP
Такие песни как Forever And A Day и Friends In Fallriver были перезаписаны и выпущены в переиздании альбома When Broken Is Easily Fixed как бонус-треки в 2004 году. Песня Waiting Four Years была первой песней, которую группа записала вообще. Forever and a Day заканчивается цитатой из стихотворения Where the Sidewalk Ends, канадского поэта Шела Сильверстина. Впрочем, название группы взято с его фамилии.
Как заявляет сам Шэйн Тольд, он ненавидит вокальные партии с этого альбома, так как когда он исполнял их он был простужен и поэтому считает, что этот EP очень плохо записан.
Все песни с этого EP были выпущены в сборнике 18 Candles: The Early Years в 2006 году. Такие песни как Waiting Four Years и Wish I Could Forget You были перезаписаны в следующем EP When The Shadows Beam. Но только Wish I Could Forget You попала в дебютный альбом When Broken Is Easily Fixed.
Бас исполняют разные люди, а именно Ноа Бейтс и сам Шэйн. Репетиции проходили пару раз в неделю, в подвале гитариста Джоша Брейнорда. Хоть и Шэйн по большей части не любит этот EP, но он также считает, что некоторые гитарные партии вперемешку с скрипкой звучат здорово.

## Трек-лист
| №                   | Название                                                                                       | Длительность |
| ------------------- | ---------------------------------------------------------------------------------------------- | ------------ |
| 1.                  | «Waiting Four Years» (Название - это игра слов, которое можно перевести как "В Ожидании Тебя") | 4:04         |
| 2.                  | «Wish I Could Forget You» (Хотел Бы Я Забыть О Тебе)                                           | 3:38         |
| 3.                  | «Friends In Fallriver» (Друзья в Фоллривер)                                                    | 3:03         |
| 4.                  | «Summer's Stellar Gaze» (Звездный Взгляд Лета)                                                 | 2:48         |
| 5.                  | «My Consolation» (Моё Утешение)                                                                | 4:08         |
| 6.                  | «Forever And A Day» (Навсегда И На Один День)                                                  | 4:29         |
| Общая длительность: | Общая длительность:                                                                            | 22:10        |

## Участники записи

### Silverstein
- Шэйн Тольд — вокал, бас-гитара
- Джош Бредфорд — ритм-гитара
- Ричард МакОултер — соло-гитара
- Пол Кёлер — барабаны

### Приглашенные музыканты[3]
- Ноа Бейтс — бас-гитара
- Адриенн Чан — скрипка